# Palazzo Barbarigo

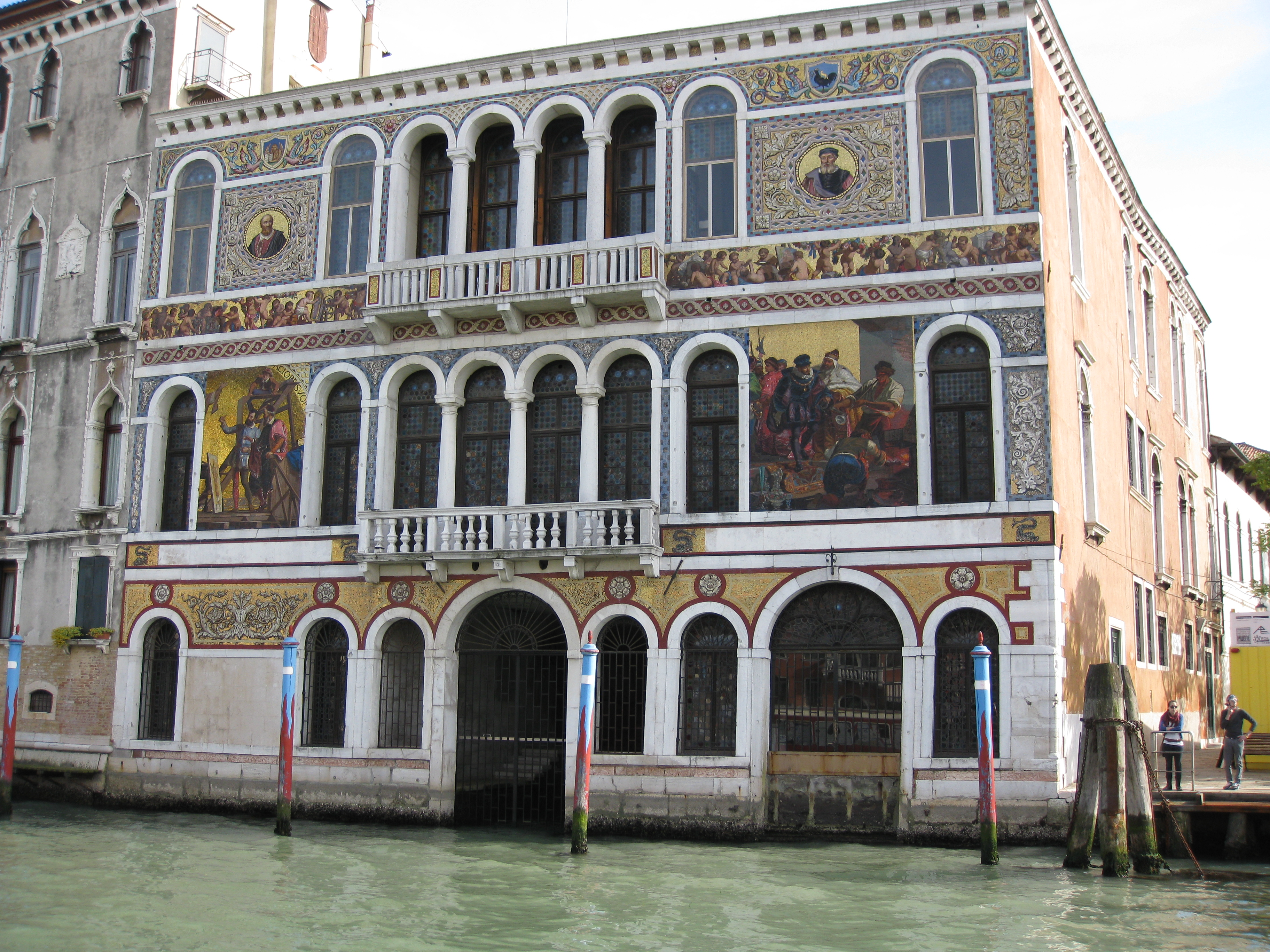
Palazzo Barbarigo

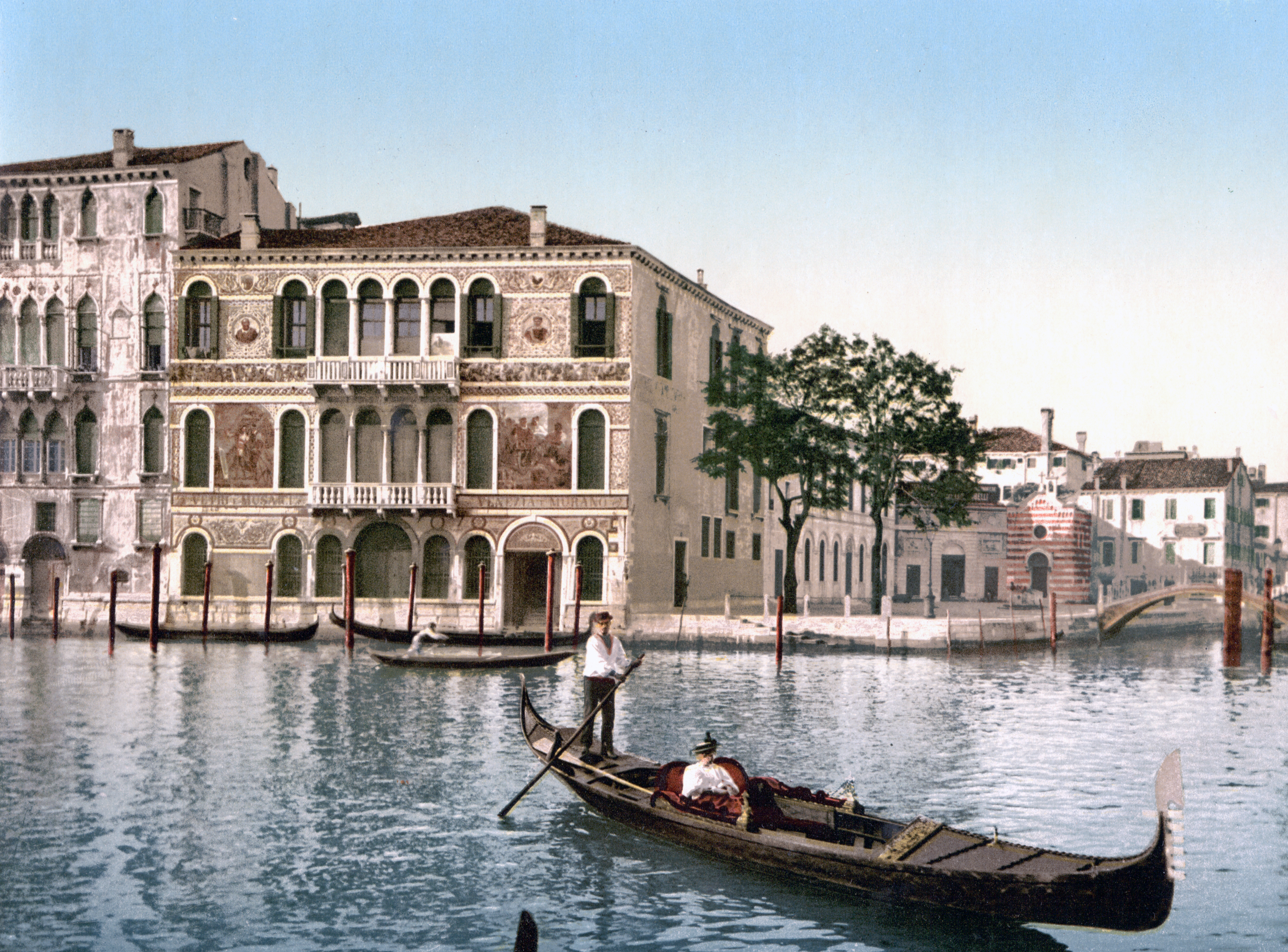
Photochromdruck vom Ende des 19. Jahrhunderts

Palazzo Barbarigo ist ein Palast in Venedig in der italienischen Region Venetien. Er liegt im Sestiere Dorsoduro mit Blick auf den Canal Grande in der Nähe des Palazzo da Mula Morosini und seitlich angrenzend an den Campo San Vio.
Der Palast liegt unweit des Ponte dell’Accademia und des Palazzo Venier dei Leoni. Er schließt hinten an den Komplex der anglikanischen Kirche von Saint George an. Auf der linken Seite liegt der Palazzo da Mula Morosini.

## Geschichte
Das Gebäude wurde im 16. Jahrhundert im Stil der Renaissance errichtet. Seit dem 20. Jahrhundert befindet sich dort das Hauptquartier des Glasherstellers Pauly & C. – Compagnia Venezia Murano.
Zwischenzeitlicher Eigentümer sei der italienische Geschäftsmann und Graf Renzo Ceschina gewesen, dessen Vermögen seine japanische Frau und Kunstmäzenin Yoko Nagae Ceschina nach dessen Tod und einem zehnjährigen Gerichtsprozess erbte. Nagae Ceschina wiederum verstarb im Januar 2015 ohne lebende Angehörige und vermachte laut Corriere della Sera dem russischen Dirigenten Waleri Gergijew ein Viertel ihres Besitzes, darunter auch der Palazzo. Wie Die Zeit, die FAZ und andere Medien in Bezug auf einen Dokumentarfilm Alexei Nawalnys Дирижёр путинской войны (deutsch: Der Dirigent von Putins Krieg) berichteten, befindet sich der Palazzo sowie das anschließende Gebäude im Besitz einer Firma, die Eigentum des russischen Dirigenten ist.

## Beschreibung
Der Palast hat eine der charakteristischen Fassaden am Canal Grande. Sie trägt Mosaike aus Muranoglas, die 1886 im Auftrag der damaligen Besitzer, der Gebrüder Testolini, Eigentümer der Glasmanufaktur Fratelli Testolini – später M. Q. Testolini – angebracht wurden. Die Firma war auf die Herstellung von künstlerisch gestalteten, geschnitzten Möbeln, Glaswaren, Mosaiken, Textilien und anderen Einrichtungsgegenständen spezialisiert. Dieser Eingriff passte zwar nicht zur ursprünglichen Ansicht des Palastes, befand sich aber im Einklang mit der Vorgehensweise des 16. Jahrhunderts, die Fassaden farbenfroh mit Fresken zu verzieren, eine Technik, die, anders als das Mosaik, zu schnellem Verfall neigte (wenn man z. B. an die Fresken von Giorgione am Fondaco dei Tedeschi denkt).
Der Palazzo Barbarigo ist ein Gebäude mit einer Anlage, die typisch für das 16. Jahrhundert ist, mit bescheidenen Dimensionen und drei Stockwerke hoch, die durch das Design der Fassade gut hervorgehoben werden. Diese öffnet sich im Erdgeschoss in der Mitte in einer Loggia, deren zwei Bögen den Zugang vom Wasser zur Vorhalle erlauben. Die beiden Hauptgeschosse sind identisch mit Rundbogenfenstern ausgestattet, von denen die Vierfachfenster in der Mitte mit ihren Balustraden besonders hervorzuheben sind. Ein feiner, gezahnter Sims krönt das Gebäude.